# Vice (film 2015)
Vice è un film del 2015 diretto da Brian A. Miller.

## Trama
Nel resort Vice, in cui il personale è composto da esseri sintetici simili agli esseri umani, i ricchi possono vivere le loro più perverse fantasie. Ma un giorno un'androide (Childers) a causa di un bug viene inondata dai ricordi di tutti gli atti atroci contro di lei. Dopo aver preso coscienza di sé, fugge con l'intento di distruggere l'organizzazione.

## Produzione
La pellicola è stata realizzata con un budget di 15 milioni di dollari. Le riprese si sono tenute in Alabama.

## Distribuzione
Il film è uscito direttamente in DVD, negli stati uniti d'America il 16 gennaio 2015.

## Critica
Il film ha ricevuto delle critiche estremamente negative, "la cui visione è assolutamente evitabile" secondo la Blu-ray review e con un punteggio di 17/100 al metascore. IMDb dà al film un rating di 4,1 su 10 basato su più di 10.000 voti.